# Benno Elbs

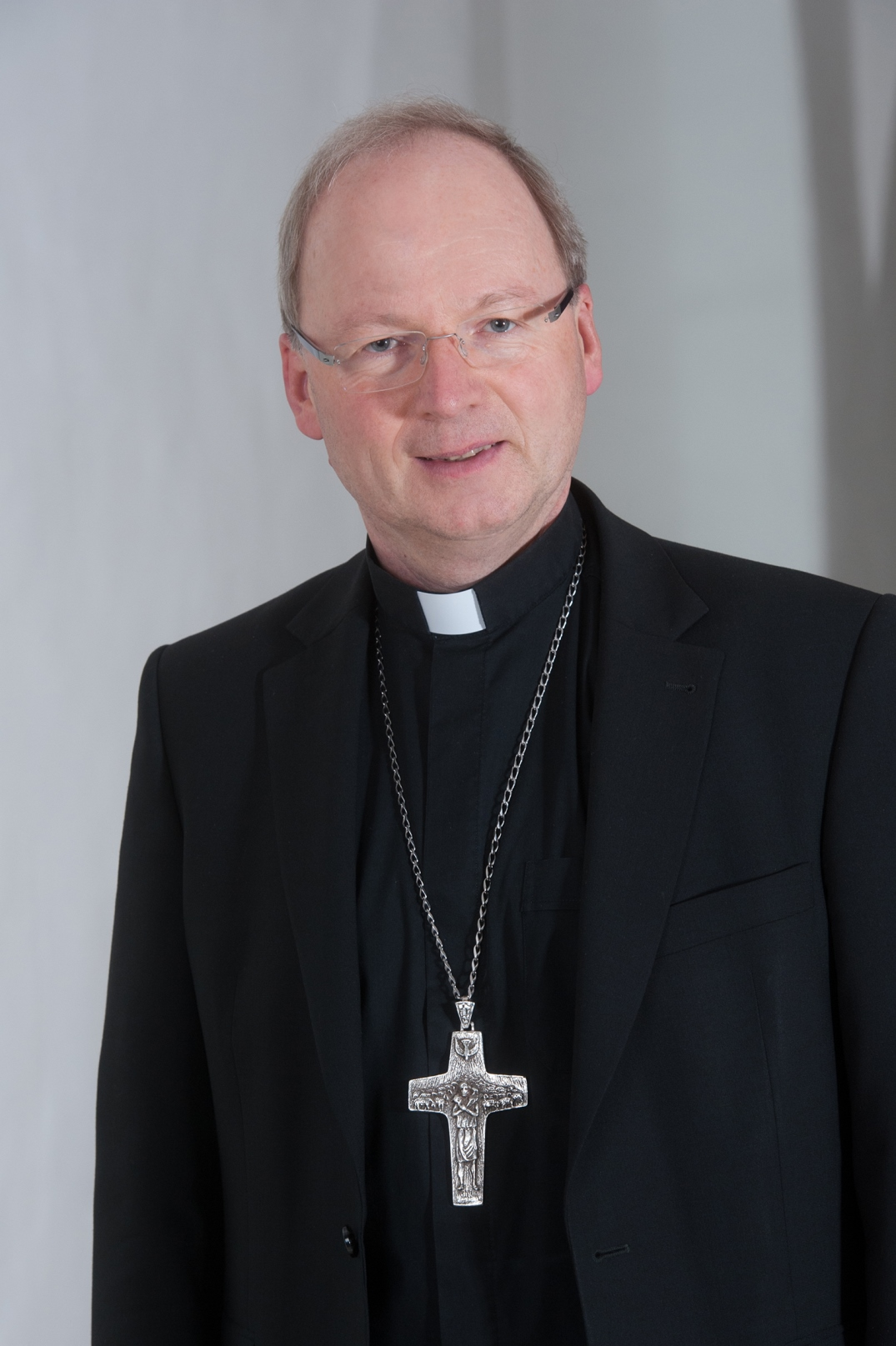
Benno Elbs

Bischofswappen von Benno Elbs

Benno Elbs (* 16. Oktober 1960 in Bregenz) ist ein österreichischer römisch-katholischer Geistlicher und seit 2013 Bischof von Feldkirch, sowie seit 2023 Apostolischer Administrator des Erzbistums Vaduz.

## Leben
Nach der Matura am Bundesgymnasium Bregenz studierte Elbs katholische Theologie an der Universität Innsbruck, ab 1982 zusätzlich Psychologie. Er schloss das Studium mit Diplom in Logotherapie ab und ist ausgebildeter Psychotherapeut. Nach seiner Priesterweihe am 16. Mai 1986 durch Bischof Bruno Wechner war er drei Jahre Kaplan an der Pfarre Mariahilf in Bregenz. 1986 promovierte er in Theologie mit einer Dissertation über das Bußsakrament. 
1989 wurde er zum Spiritual des Studieninternats Marianum in Bregenz ernannt, ein Jahr später zu dessen Rektor. Ab 1994 leitete Elbs das Pastoralamt der Diözese Feldkirch. 2005 berief ihn Bischof Elmar Fischer zum Generalvikar. Nach dem Rücktritt Fischers als Diözesanbischof wurde Benno Elbs 2011 zum Diözesanadministrator gewählt.
Am 8. Mai 2013 ernannte ihn Papst Franziskus zum Bischof von Feldkirch. Die Bischofsweihe erfolgte am 30. Juni 2013 durch Alois Kothgasser, den Metropoliten der Erzdiözese Salzburg. Mitkonsekratoren waren Christoph Kardinal Schönborn, Erzbischof von Wien, und sein Amtsvorgänger Elmar Fischer.
Sein Wahlspruch lautet Committe Domino viam tuam (Befiehl dem Herrn deinen Weg) und ist dem Psalm 37,5  entnommen.
In der Österreichischen Bischofskonferenz ist Elbs seit 11. März 2016 für die Caritas zuständig, zuvor war er für die Referate Weltreligionen und Laientheologen verantwortlich.  Er war Vertreter der Österreichischen Bischofskonferenz bei der Familiensynode im Oktober 2015 in Rom.
Seit Februar 2019 ist Elbs für die Gesamtthematik „Opferschutz“ zuständig und hat auch den Vorsitz im neu geschaffenen Beirat der Bischofskonferenz für diesen Bereich. Dieser Beirat hat die Aufgabe, die Bischofskonferenz in Fragen der Prävention, Maßnahmen und Regelungen bei bzw. gegen Gewalt und Missbrauch im kirchlichen Bereich zu beraten. Seit März 2021 ist er zusätzlich Vorsitzender der Finanzkommission der österreichischen Bischofskonferenz.
Wichtige Anliegen sind ihm, als Kirche „Wunden zu heilen und Seelen zu wärmen“ (Papst Franziskus), das Dasein für Menschen am Rande in unseren Gesellschaften wie auch global, für Menschen auf der Flucht, der Schutz des Lebens und der Umwelt insgesamt, die Förderung der Familie, das Bemühen um Frieden und Miteinander, gerade auch durch den Dialog der Religionen.
Papst Franziskus berief ihn am 20. September 2023 zudem zum Apostolischen Administrator sede vacante et ad nutum Sanctae Sedis des, nach dem altersbedingten Rücktritt von Erzbischof Wolfgang Haas, vakanten Erzbistums Vaduz.

## Theologische Positionen (Auswahl)
2016 unterstrich er, dass wiederverheiratete Geschiedene zur Kommunion gehen könnten. Es „sei nicht mehr ausgeschlossen“.
Elbs unterstützte 2017 Papst Franziskus in seiner Position, die Weihe von verheirateten Männern zu Priestern (Viri probati) zu prüfen.
2021 forderte Elbs eine kirchliche Neupositionierung bei der Segnung homosexueller Paare.
Elbs plädierte 2022 im Interview mit dem ORF für die Weihe von Diakoninnen. Sie sei „sinnvoll und angebracht“.

## Schriften (Auswahl)
- Werft eure Zuversicht nicht weg. Tyrolia Verlag, Innsbruck-Wien 2020. ISBN 978-3-7022-3887-2
- Rückenwind: Gestärkt ins Abenteuer Leben. Tyrolia Verlag, Innsbruck 2018. ISBN 978-3702236458
- Wo die Seele atmen lernt. Ein neuer Blick auf Ehe und Familie mit Papst Franziskus. Styria Verlag, Wien-Graz-Klagenfurt 2016. ISBN 978-3222135415
- Im Stallgeruch der Schafe. Wege pastoraler Arbeit im 3. Jahrtausend. Styria Verlag, Wien-Graz-Klagenfurt 2014. ISBN 978-3222134623
- Wie ein leises Berühren. Gottes Spuren im Alltag. Ein spiritueller Begleiter durch das Jahr. Tyrolia Verlag, Innsbruck 2014. ISBN 978-3702233983
- Bußerziehung und Religionsunterricht. Eine kritische Analyse gegenwärtiger Unterrichtsmittel und katechetische/religionspädagogische Aspekte zu einer verantworteten Praxis. Innsbruck 1986, (Hochschulschrift: Innsbruck, Univ., theolog. Diss.)